# 根瑙杰县
根瑙傑縣（Kannauj district）是印度的一個縣，位於該國北部，由北方邦負責管轄，面積1,993平方公里，識字率為74.01%，人口在2001至2011年期間增長19.37%，2001年人口1,386,227，人口密度每平方公里696人。

## 外部連結
- 官方网站